# Glenn Drover's Empires: The Age of Discovery

Bìa của trò chơi Age of Empires III: The Age of Discovery

Glenn Drover's Empires: The Age of Discovery là một trò chơi đồng đội được tạo ra bởi Glenn Drover dựa trên video game Age of Empires III. Ban đầu nó có tên là Age of Empires III: The Age Discovery trước khi đổi tên vào năm 2011 vì bị mất quyền đặt tên theo sê-ri Age of Empires. Được xuất bản năm 2007 bởi Tropical Games, và hiện đang được phân phối bởi công ty xuất bản của riêng của Drover. Trò chơi này có thể được chơi bởi tối đa sáu người chơi.